# Riku-Petteri Lehtonen
Riku-Petteri Lehtonen (Turku, 19 gennaio 1971) è un allenatore di hockey su ghiaccio ed ex hockeista su ghiaccio finlandese.

## Carriera

### Giocatore
Dopo essere cresciuto nelle serie minori finlandesi Lehtonen nel 1996 debuttò in SM-liiga con la maglia del TPS Turku, formazione in cui era cresciuto nel settore giovanile. Nelle due stagioni trascorse a Turku conquistò un'edizione della European Hockey League e una Supercoppa IIHF.
Dopo due stagioni trascorse ancora in Finlandia con gli Espoo Blues nel 2000 si trasferì all'estero giocando per due anni nella DEL tedesca. Successivamente fece ritorno in patria vestendo le maglie dell'HIFK e dei SaiPa, oltre a una breve esperienza in Elitserien con il Leksand.
Nel 2004 giunse in Italia ingaggiato dall'Hockey Club Junior Milano Vipers; con la formazione milanese conquistò due scudetti consecutivi fino al ritiro dall'hockey giocato giunto nel 2007.

### Allenatore
Una volta ritiratosi dall'attività agonistica Lehtonen iniziò ad allenare nel TPS Turku dapprima nelle giovanili, poi come vice allenatore. Nella stagione 2010-11 fu anche allenatore a interim della prima squadra, subentrando a Heikki Leime, ma venendo poi a sua volta sostituito da Jukka Koivu. Dopo una parentesi di due anni al Pelicans come assistente allenatore, tornò a ricoprire il ruolo al TPS nella stagione 2013-2014 e nella prima parte di quella successiva, quando fu sostituito da Marko Kiprusoff.
Nell'estate del 2015 fu scelto come nuovo capo allenatore del Ritten Sport. Con il team di Collalbo conquistò subito due scudetti consecutivi ed il primo titolo della Alps Hockey League.
Dal gennaio 2018 affianca all'impegno con il club altoatesino, il ruolo di assistente di Clayton Beddoes sulla panchina dell'Italia.

## Palmarès

### Giocatore
- European Hockey League: 1

TPS: 1996-1997
- Supercoppa IIHF: 1

TPS: 1997
- Campionato italiano: 2

Milano Vipers: 2004-2005, 2005-2006

### Allenatore
- Campionato italiano: 4

Renon: 2015-2016, 2016-17, 2017-18, 2018-19
- Alps Hockey League: 1

Renon: 2016-2017
- Supercoppe italiane: 2

Renon: 2017, 2018